# Флінт-Гіллс
Флінт-Гіллс (англ. Flint Hills, буквально — «Кремнієві пагорби»), історично також відомий як Пасовища Блустім (Bluestem Pastures) або Блу-Стім-Гіллс (Blue Stem Hills) — горбистий регіон на сході Канзасу та північному сході Оклахоми в США. Він отримав свою назву на честь великої кількості уламків кременю, який відколюється від вапнякової корінної породи та зустрічається поблизу неї або на поверхні. Регіон Флінт-Гіллс охоплює пасмо пагорбів, що простягаються від округів Маршалл і Вашингтон на півночі до округа Коулі в штаті Канзас та округів Кей і Осейдж в Оклахомі на півдні, та від округа Гірі на заході до Шауні на сході. Жителі Оклахоми зазвичай називають оклахомську частину регіону Осейджськими пагорбами (Osage Hills).
Всесвітній фонд дикої природи виділяє пагорби Флінт-Гіллс у окремий неарктичний екорегіон помірних луків, саван і чагарників — Високотравні прерії пагорбів Флінт-Гіллс (ідентифікатор WWF: NA0807). Агенція з охорони довкілля США також визначає Флінт-Гіллс як окремий екорегіон. Тут збереглися найбільші площі незайманих високотравних прерій у Північній Америці. Через кам’янистий ґрунт перші колоністи не могли зорати цю територію, тому в цьому регіоні переважають скотарські ранчо, а не орні землі, як на решті Великих рівнин. Скотарство тут покладається на щорічні контрольовані пожежі, які розпалюються власниками ранчо щовесни, аби трави у преріях змогли відновитися і стали пашею для худоби.
У квітні 2012 року в місті Мангеттен в Канзасі відкрився Центр дослідження Флінт-Гіллсу — науково-історичний музей, присвячений регіону.

## Опис

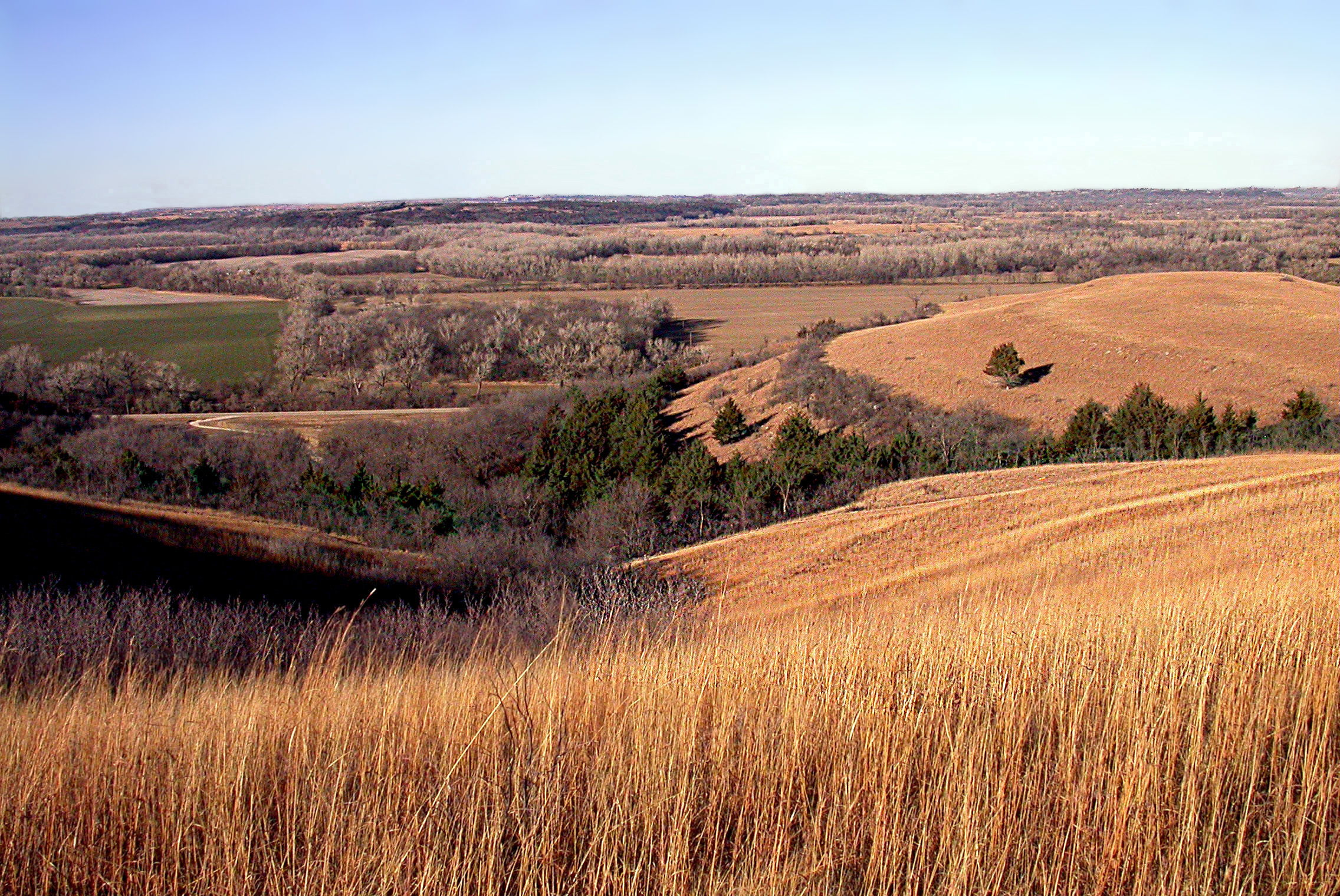
Ландшафт прерії Конза

Вперше назву Флінт-Гіллс придумав дослідник Зебулон Пайк у 1806 році, коли написав у своєму щоденнику: «проїхав дуже гребенясті кремнієві пагорби». Кремнієві пагорби простягаються приблизно на 330 км з півночі на південь на 100 км із заходу на схід. Їхні більш стрімкі східні схили являють собою перехід від Центральних рівнин на сході до Великих рівнин на заході, що лежать на більшій висоті над рівнем моря. Північна частина регіону лежить у басейнах річок Канзас та Мере-де-Сін, а південні дві третини — у басейні Арканзасу.
Густота населення в регіоні невисока, найбільшим містом є Мангеттен, у якому станом на 2020 рік проживали 54 100 людей. Через пагорби проходить Мальовнича дорога Флінт-Гіллс, яка є частиною автошляху K-177.

## Геологія

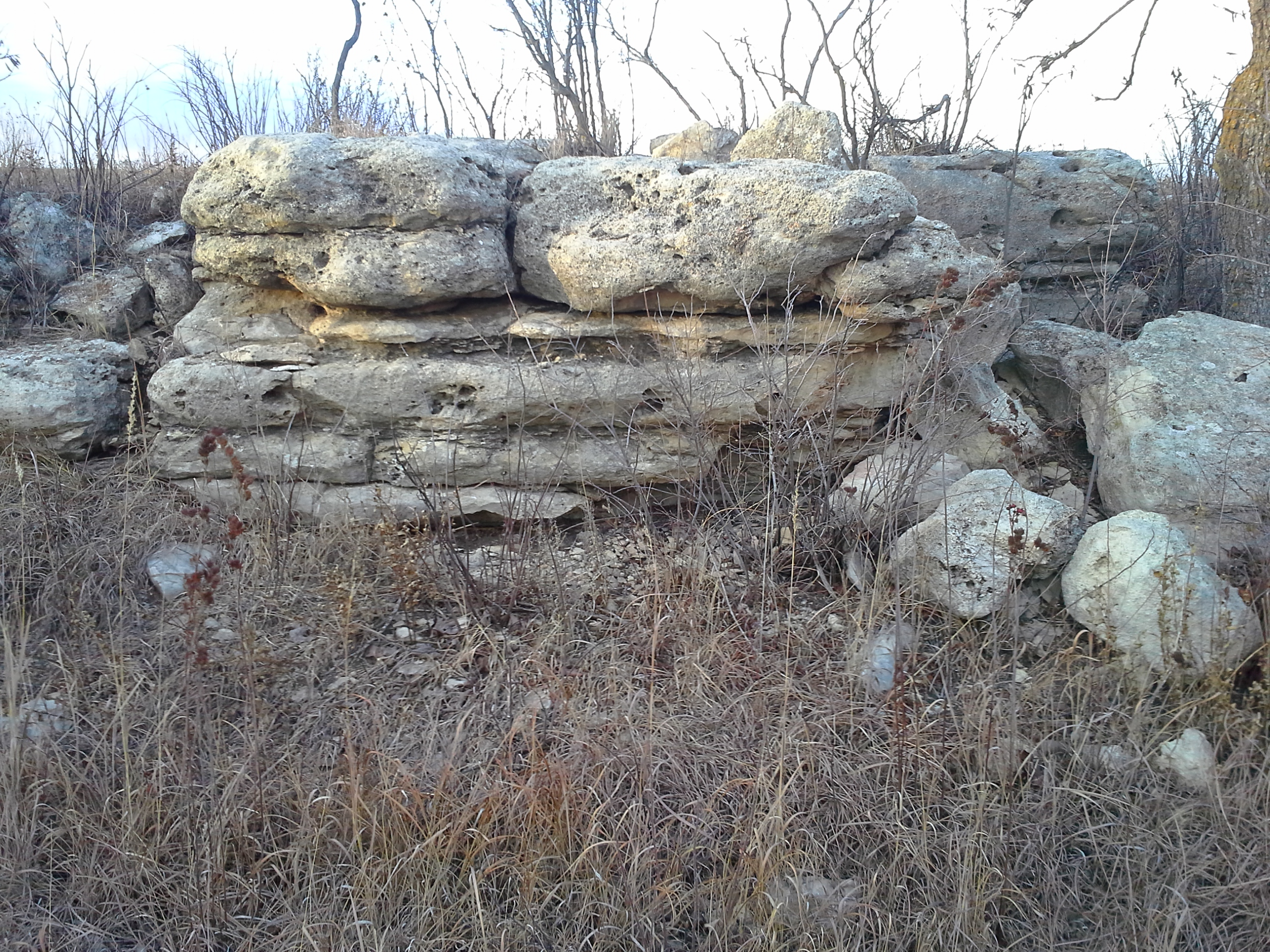
Вапнякові відслонення в околицях Мангеттена

Гірські породи, що оголюються в регіоні Флінт-Гіллс, утворилися з пермських відкладів віком приблизно 250 мільйонів років. У ті часи велика частина Середнього Заходу США, включно з Канзасом і Оклахомою, була вкрита мілководними морями. У результаті більша частина пагорбів Флінт-Хіллз складається з шарів вапняків та м'якіших сланців, що чергуються між собою. Серед них трапляється велика кількість скам'янілостей прадавніх морських істот. За мільйони років ерозія призвела до того, що пагорби подекуди мають східчастий вигляд, оскільки різні шари гірських порід вивітрюються з різною швидкістю. Найпомітнішим шаром кремнистих вапняків є шар флорентійських вапняків завтовшки приблизно 14 м. Численні виступи флорентійських вапняків зустрічаються вздовж міжштатної автомагістралі 70 в окрузі Райлі, Канзас. На відміну від пенсільванських вапняків, поширених на сході, багато вапняків у пагорбах Флінт-Гіллс містять кілька шарів кременю. Оскільки кремінь набагато гірше розчиняється, ніж вапняк, який його оточує, внаслідок вивітрювання вапняків утворюється глинистий ґрунт із великою кількістю кремнистого гравію. Більшість вершин пагорбів у регіоні вкриті цим гравієм. Найвищою точкою пагорбів Флінт-Хіллз є Хай-Пойнт в окрузі Батлер, розташований на висоті 512 м над рівнем моря.

## Клімат
В межах екорегіону переважає вологий субтропічний клімат (Cfa за класифікацією кліматів Кеппена), який характеризується спекотним вологим літом та прохолодною сухою зимою. Середня температура взимку становить близько 0 °C, а середня температура влітку — 28 °C. Середньорічна кількість опадів в регіоні коливається від 700 до 900 мм. Влітку в регіоні трапляються сильні грози та торнадо.

## Природа

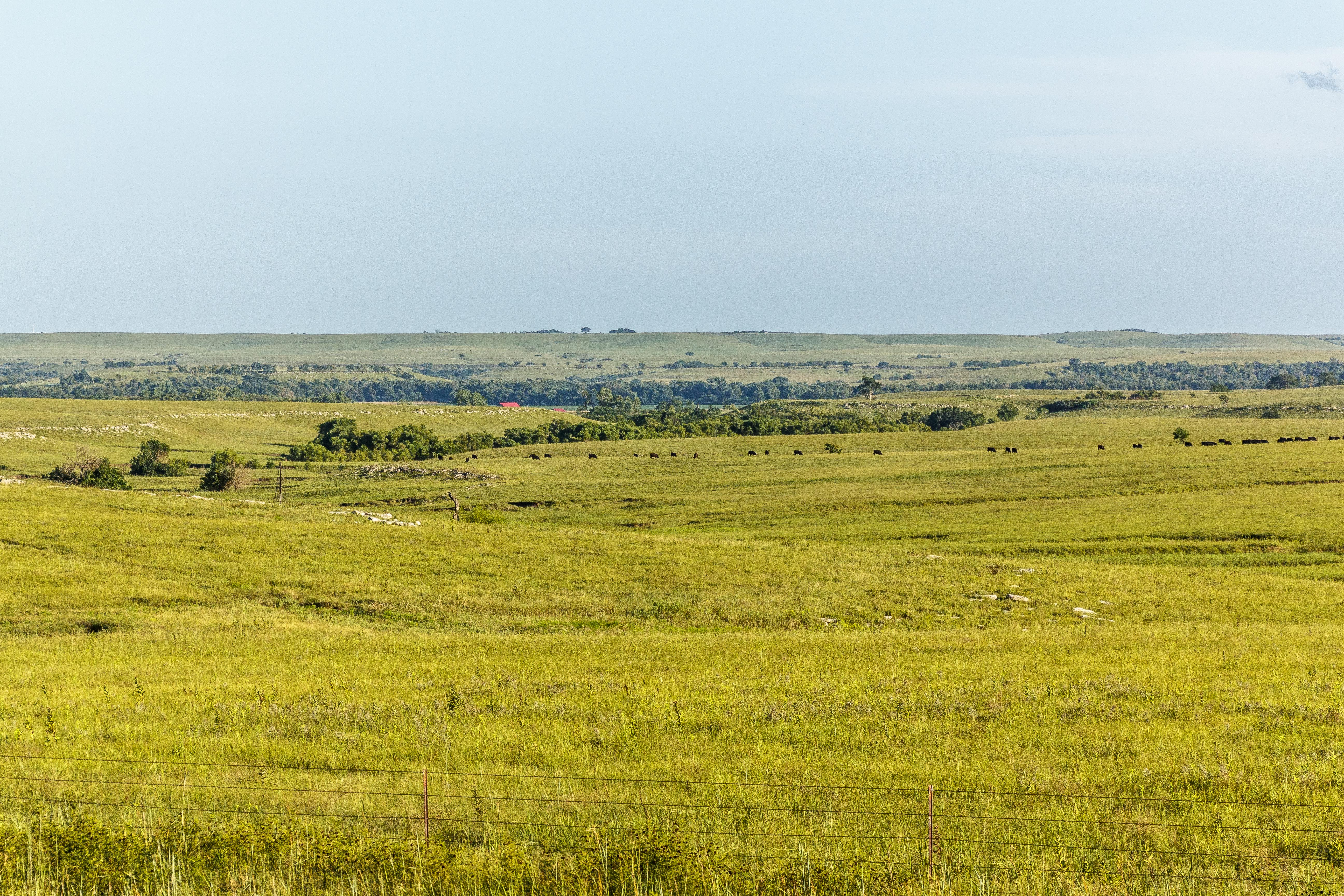
Ландшафт регіону Флінт-Гіллс

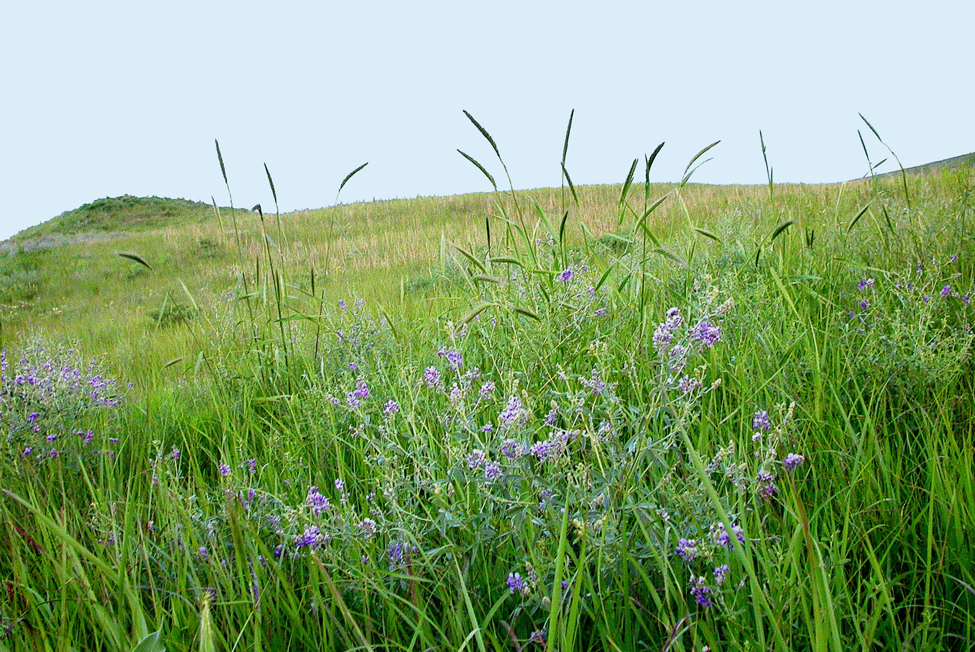
Прерія Конза на початку літа

У середині XIX століття американські колоністи витіснили індіанців з регіону Флінт-Гіллс. Неглибокі вапнякові відслонення та кремнисті ґрунти значно ускладнювали оранку, тому вирощування кукурудзи та пшениці було неможливим на більшій частині цієї території. З цієї причини основною сільськогосподарською діяльністю в регіоні стало тваринництво.

### Флора
Колись високотравні прерії простягалися від Техасу до Канади, охоплюючи понад 600 000 км². Внаслідок розвитку сільського господарства та будівництва поселень на цій території лише близько 4 % високотравних прерій залишилися незайманими. Пагорби Флінт-Гіллс ніколи не розорювалися у великих масштабах і донині залишаються малозаселеними. Таким чином, вони являють собою найбільшу ділянку незайманих високотравних прерій в США. Цей регіон дає можливість для сталого збереження цих унікальних ландшафтів, які колись вкривали Великі рівнини. Центральні високотравні прерії, поширені на північ від екорегіону Флінт-Гіллс, мають більш родючі ґрунти, кращий клімат та багатшу флору, але їх природна рослинність була майже повністю знищена та перетворена на сільськогосподарські угіддя.
У високотравних преріях екорегіону домінують злаки, зокрема високий бородачник (Andropogon gerardi), прутяне просо (Panicum virgatum), мітлистий бородачник (Schizachyrium scoparium) та пониклий сорговник (Sorghastrum nutans). Місцеві трави виростають до 3 м заввишки і мають корені завдовжки 4,5 м, за допомогою яких вони досягають ґрунтових вод. Регулярні пожежі та випас тварин відновлюють високу траву та стримують ріст дерев та кущів, яких в регіоні зустрічається мало. Лише в долинах річок зустрічаються дубові рідколісся та тугаї. Вторгнення дерев та чагарників у прерії є помітним свідченням порушення режиму пожеж або випасу, яке загрожує існуванню високотравних прерій.

### Фауна

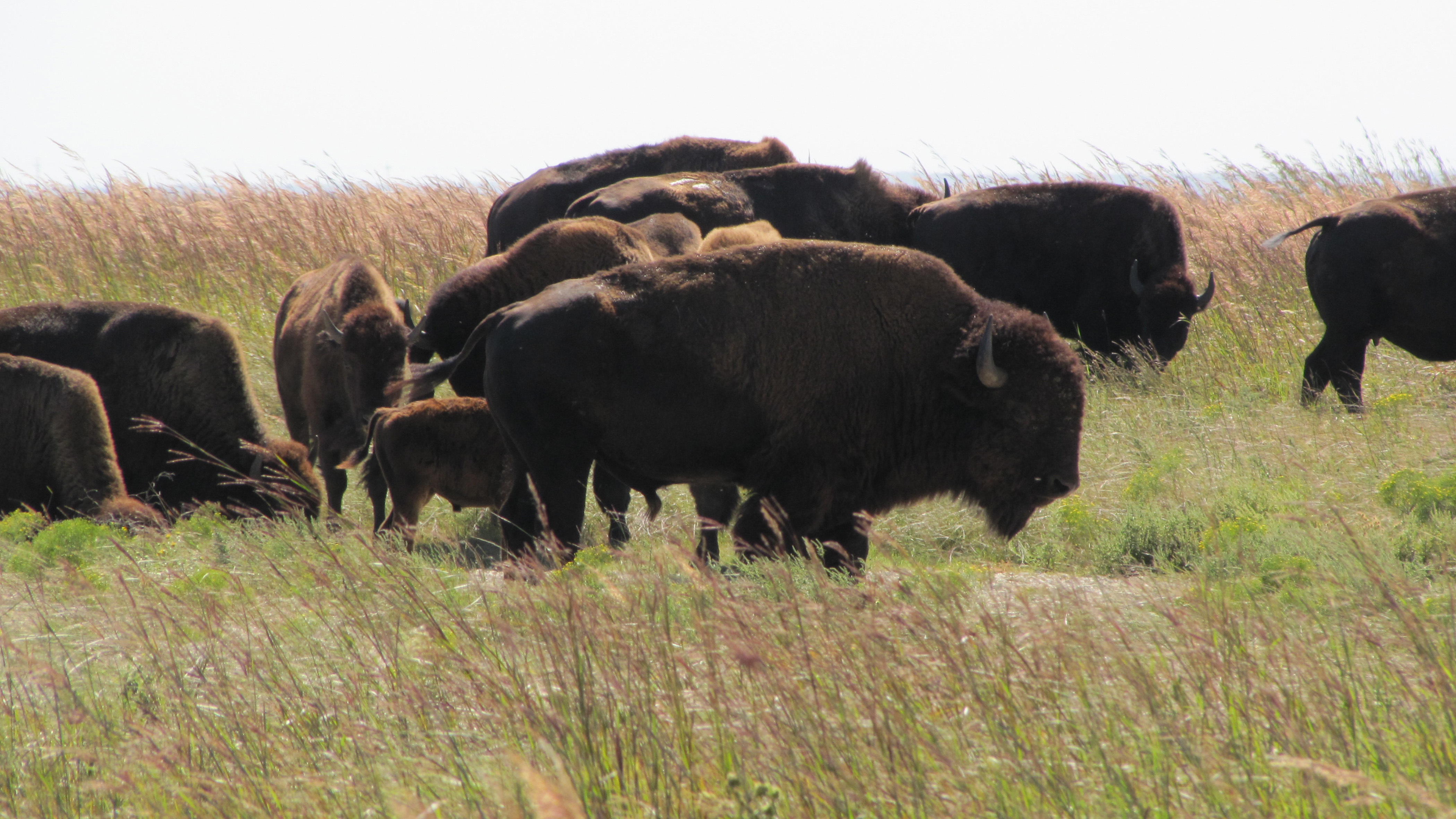
Стадо бізонів у високотравній прерії

В межах екорегіону зустрічається 59 видів ссавців та близько 200 видів птахів. Серед поширених в екорегіоні ссавців слід відзначити білохвостого оленя (Odocoileus virginianus), койота (Canis latrans), руду рись (Lynx rufus), звичайну лисицю (Vulpes vulpes), довгохвосту ласицю (Neogale frenata), смугастого скунса (Mephitis mephitis), східного плямистого скунса (Spilogale putorius), звичайного ракуна (Procyon lotor), американського борсука (Taxidea taxus), великовухого зайця (Lepus californicus), флоридського кролика (Sylvilagus floridanus), дев'ятипоясного броненосця (Dasypus novemcinctus), віргінського опосума (Didelphis virginiana) та прерієву мідицю (Sorex haydeni). 
У преріях регіону зустрічаються різноманітні гризуни, зокрема тринадцятисмугі ховрахи (Ictidomys tridecemlineatus), рівнинні гофери (Geomys bursarius), щетинясті хом'якомишки (Chaetodipus hispidus), прерієві полівки (Microtus ochrogaster), прерієві врожайниці (Reithrodontomys montanus), білочереві коникоїдки (Onychomys leucogaster) та лисячі вивірки (Sciurus niger).
Колись по високотравним преріям регіону блукали стада рівнинних бізонів (Bison bison bison) та манітобських вапіті (Cervus canadensis manitobensis), на яких полювали рівнинні вовки (Canis lupus nubilus). Всі ці види були винищені в регіоні, однак бізони пізніше були реінтродуковані в заповідниках.
Серед поширених в екорегіоні птахів слід відзначити лучного тетерука (Tympanuchus cupido), великого індика (Meleagris gallopavo), північну зенаїду (Zenaida macroura), американського боривітра (Falco sparverius), американського луня (Circus hudsonius), рубіновогорлого колібрі (Archilochus colubris), батрамію (Bartramia longicauda), короткокрилого віреона (Vireo bellii), мексиканського тирана (Tyrannus forficatus), чубатого копетона (Myiarchus crinitus), рогатого жайворонка (Eremophila alpestris), потюка (Chondestes grammacus), прерієвого багновця (Ammodramus savannarum), рудокрилого багновця (Centronyx henslowii), золотого чижа (Carduelis tristis), східного шпаркоса (Sturnella magna), західного шпаркоса (Sturnella neglecta), червоного кардинала (Cardinalis cardinalis) та лускуна (Spiza americana). 

## Збереження
Хоча за оцінкою 2017 року лише 295 км², або 1 % екорегіону, є заповідними територіями, тут розташовані чотири великі природні заповідники, які охороняють незайману прерію. Найбільшим з них є Заповідник високотравних прерій площею 160 км², розташований в околицях Погаски в Оклахомі. Він може похвалитися великою популяцією бізонів, а також іншими рідкісними тваринами, зокрема лучними тетеруками, які навесні влаштовують вражаючі токовища. У канзаській частині регіону розташовані три заповідники — Національний заповідник високотравних прерій площею 17 км², розташований у північній частині округу Чейс поблизу містечка Стронг-Сіті, Заповідник високотравних прерій пагорбів Флінт-Гіллс, який розташований на схід від Кассодея та відомий як "Світова столиця лучних тетеруків", а також Біологічна станція прерії Конза, яка розташована поблизу Мангеттена і перебуває під управлінням Університету штату Канзас. Усі заповідники управляються шляхом спалювання ділянок та випасу бізонів або великої рогатої худоби.

## У культурі
- Американський письменник Вільям Лест Гіт-Мун[en] присвятив свою книгу «PrairyErth[en]» регіону Флінт-Гіллс та канзасцям, які там живуть.
- У математиці ряд Флінт-Гіллс (названий на честь цього регіону) — це нескінченний ряд, для якого невідомо, чи він збігається. Збіжність ряду Флінт-Гіллс пов'язана з тим, наскільки ірраціональним є число π[11][12].